# Leuckartiara neustona
Leuckartiara neustona är en nässeldjursart som beskrevs av Xu och Huang 2004. Leuckartiara neustona ingår i släktet Leuckartiara och familjen Pandeidae. Inga underarter finns listade i Catalogue of Life.